# 建和省

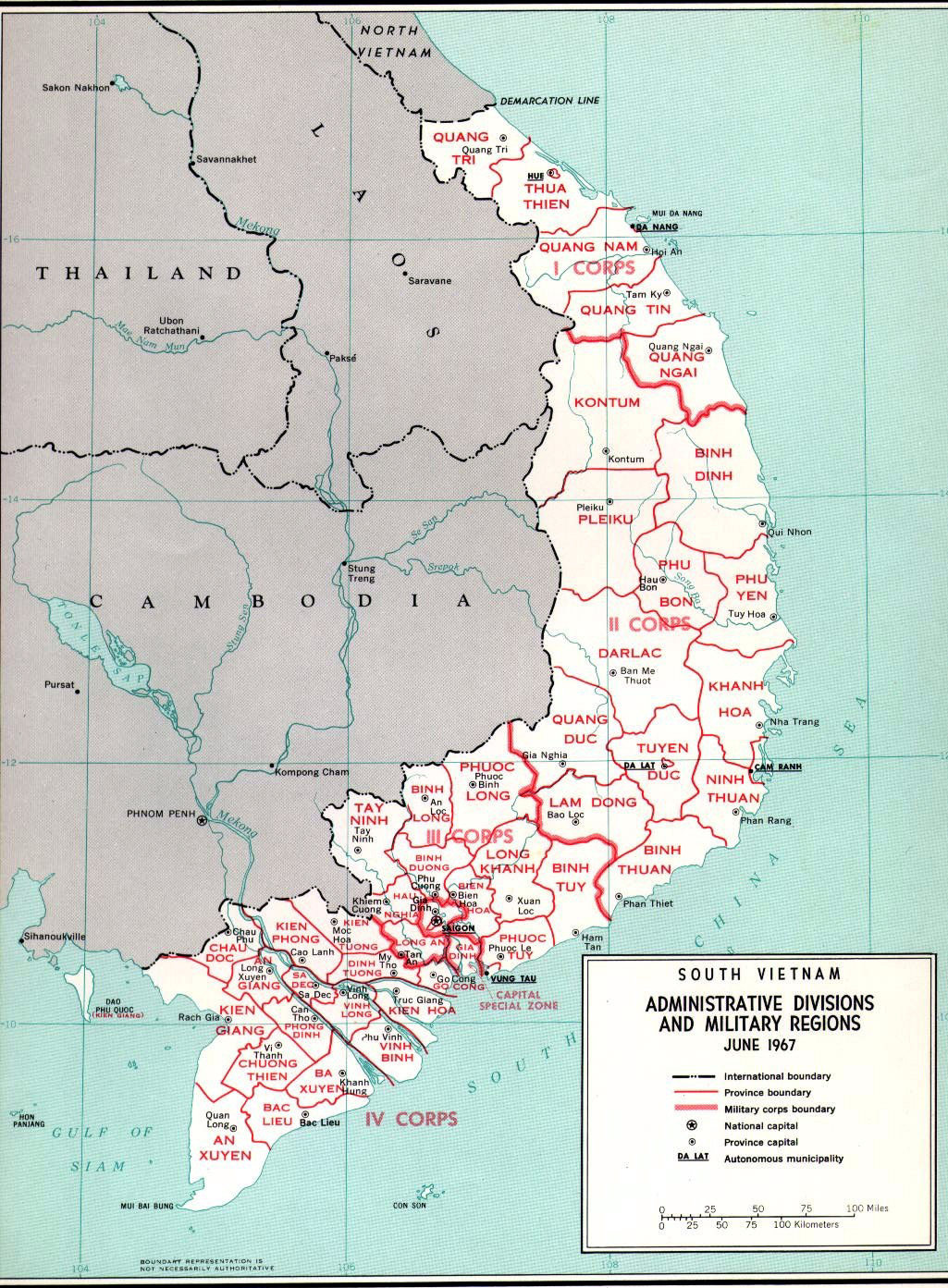
1967年的地圖顯示了越南共和國建和省的省界

建和省（越南语：／）是越南曾經設立的一個省。該省占地面積2,155平方公里，毗鄰鵝貢省、定祥省、永隆省、永平省。
1975年11月，越南南方共和國臨時革命政府將建和省並入檳椥省。

## 行政區劃
1970年，建和省下轄9郡。
- 竹江郡
- 含龍郡
- 敦仁郡
- 平大郡
- 墥簪郡
- 㖼𦓿郡
- 香美郡
- 𠀧知郡
- 盛富郡